# 582

## Починали
- Тиберий II, византийски император